# Cyphophanes dyscheranta
Cyphophanes dyscheranta är en fjärilsart som beskrevs av Edward Meyrick 1937. Cyphophanes dyscheranta ingår i släktet Cyphophanes och familjen vecklare. Inga underarter finns listade i Catalogue of Life.